# Annibale de Gasparis
Annibale de Gasparis (9. listopad 1819 – 21. březen 1892 Neapol) byl italský astronom. Od roku 1864 až 1889 byl ředitel observatoře Capodimonte v Neapoli. Na observatoři pracoval od roku 1840, místo ředitele mu bylo nabídnuto již roku 1850, kdy byl Ernesto Capocci sesazen pro účast v revoluci, avšak ze solidarity s ním odmítl a funkci přijal až po Capocciho smrti.
Je autorem více než dvou set odborných prací, vypočítal dráhu planetky Vesta a vypracoval numerickou metodu pro určování orbity. V roce 1851 mu byla udělena Zlatá medaile Královské astronomické společnosti. Byl profesorem Neapolské univerzity a senátorem.
Planetka pod číslem 4279 De Gasparis a Rimae de Gasparis jsou po něm pojmenovány.

## Objevené planetky
- (10) Hygiea
- (11) Parthenope
- (13) Egeria
- (15) Eunomia
- (16) Psyche
- (20) Massalia
- (24) Themis
- (63) Ausonia
- (83) Beatrix